# Campionati del mondo di ciclocross
I campionati del mondo di ciclocross UCI (in inglese UCI Cyclo-cross World Championships) sono uno dei campionati del mondo di ciclismo e assegnano il titolo di campione del mondo nelle diverse categorie del ciclocross. Sono gestiti dall'Unione Ciclistica Internazionale (UCI) e hanno luogo ogni anno in gennaio, al termine della stagione di ciclocross.

## Campioni in carica
Aggiornato all'edizione 2025.
| Uomini   | Uomini               |
| -------- | -------------------- |
| Elite    | Mathieu van der Poel |
| Under-23 | Tibor Del Grosso     |
| Junior   | Mattia Agostinacchio |

| Donne    | Donne         |
| -------- | ------------- |
| Elite    | Fem van Empel |
| Under-23 | Zoe Bäckstedt |
| Junior   | Lise Revol    |

| Misti     | Misti       |
| --------- | ----------- |
| Staffetta | Regno Unito |

## Storia
I primi campionati del mondo di ciclocross si svolsero nel 1950 nei pressi del Bois de Vincennes a Parigi, e furono vinti da Jean Robic. Precedentemente, si svolse per alcuni anni il "Criterium internazionale", equivalente non ufficiale del campionato del mondo. Dalla prima edizione del 1950 fino al 1966 il programma dei campionati prevedeva solo una gara maschile Open, cioè aperta a ciclisti delle categorie Professionisti e Dilettanti. Nel 1967 le due categorie vennero separate, con l'aggiunta di una gara riservata alla categoria Dilettanti, svoltasi fino al 1993. Nel 1979 venne aggiunta al programma una gara per gli atleti Juniores (età compresa tra 17 e 18 anni). Nel 1994 le gare per Professionisti e Dilettanti vennero riunite nella gara Elite. Dal 1996 si tiene anche una gara per la categoria maschile Under-23. La gara femminile Elite venne inserita nel programma solo nel 2000, seguita nel 2016 dalla prova femminile Under-23 e nel 2020 dalla prova femminile Juniores. Nel 2022 è stata introdotta nel programma dei campionati, come gara test, anche una staffetta mista a squadre.
Svolti storicamente in Europa (continente di maggior diffusione della specialità), nel 2013 i campionati, in occasione della 64ª edizione, si tennero per la prima volta fuori dall'Europa, a Louisville negli Stati Uniti d'America.
Come tipico del ciclocross, le prove si svolgono, per tutte le categorie, con partenza in gruppo, su di un breve circuito che comprende tratti asfaltati, sterrati e ostacoli artificiali (tratti sabbiosi, salite ripide e scalinate, rocce o tronchi) da percorrere a piedi, con bici in spalla. Il vincitore di ogni categoria (Elite, Under-23 e Juniores) si fregia del titolo di campione del mondo di categoria e ha il diritto di gareggiare fino all'edizione successiva indossando una maglia cerchiata con i cinque colori dell'iride, la maglia iridata.

## Edizioni
| Anno | Paese          | Città            |
| ---- | -------------- | ---------------- |
| 1950 | Francia        | Parigi           |
| 1951 | Lussemburgo    | Lussemburgo      |
| 1952 | Svizzera       | Ginevra          |
| 1953 | Spagna         | Oñati            |
| 1954 | Italia         | Crenna           |
| 1955 | Saar           | Saarbrücken      |
| 1956 | Lussemburgo    | Lussemburgo      |
| 1957 | Belgio         | Edelare          |
| 1958 | Francia        | Limoges          |
| 1959 | Svizzera       | Ginevra          |
| 1960 | Spagna         | Tolosa           |
| 1961 | Germania Ovest | Hannover         |
| 1962 | Lussemburgo    | Esch-sur-Alzette |
| 1963 | Francia        | Calais           |
| 1964 | Belgio         | Overboelare      |
| 1965 | Italia         | Cavaria          |
| 1966 | Spagna         | Beasain          |
| 1967 | Svizzera       | Zurigo           |
| 1968 | Lussemburgo    | Lussemburgo      |
| 1969 | Germania Ovest | Magstadt         |
| 1970 | Belgio         | Zolder           |
| 1971 | Paesi Bassi    | Apeldoorn        |
| 1972 | Cecoslovacchia | Praga            |
| 1973 | Regno Unito    | Londra           |
| 1974 | Spagna         | Bera             |
| 1975 | Svizzera       | Melchnau         |

| Anno | Paese          | Città               |
| ---- | -------------- | ------------------- |
| 1976 | Francia        | Chazay-d'Azergues   |
| 1977 | Germania Ovest | Hannover            |
| 1978 | Spagna         | Amorebieta-Etxano   |
| 1979 | Italia         | Saccolongo          |
| 1980 | Svizzera       | Wetzikon            |
| 1981 | Spagna         | Tolosa              |
| 1982 | Francia        | Lanarvily           |
| 1983 | Regno Unito    | Birmingham          |
| 1984 | Paesi Bassi    | Oss                 |
| 1985 | Germania Ovest | Monaco di Baviera   |
| 1986 | Belgio         | Lembeek             |
| 1987 | Cecoslovacchia | Mladá Boleslav      |
| 1988 | Svizzera       | Hägendorf           |
| 1989 | Francia        | Pontchâteau         |
| 1990 | Spagna         | Getxo               |
| 1991 | Paesi Bassi    | Gieten              |
| 1992 | Regno Unito    | Leeds               |
| 1993 | Italia         | Corva               |
| 1994 | Belgio         | Koksijde            |
| 1995 | Svizzera       | Eschenbach          |
| 1996 | Francia        | Montreuil           |
| 1997 | Germania       | Monaco di Baviera   |
| 1998 | Danimarca      | Middelfart          |
| 1999 | Slovacchia     | Poprad              |
| 2000 | Paesi Bassi    | Sint-Michielsgestel |
| 2001 | Rep. Ceca      | Tábor               |

| Anno | Paese       | Città          |
| ---- | ----------- | -------------- |
| 2002 | Belgio      | Zolder         |
| 2003 | Italia      | Monopoli       |
| 2004 | Francia     | Pontchâteau    |
| 2005 | Germania    | St. Wendel     |
| 2006 | Paesi Bassi | Zeddam         |
| 2007 | Belgio      | Hooglede       |
| 2008 | Italia      | Treviso        |
| 2009 | Paesi Bassi | Hoogerheide    |
| 2010 | Rep. Ceca   | Tábor          |
| 2011 | Germania    | St. Wendel     |
| 2012 | Belgio      | Koksijde       |
| 2013 | Stati Uniti | Louisville     |
| 2014 | Paesi Bassi | Hoogerheide    |
| 2015 | Rep. Ceca   | Tábor          |
| 2016 | Belgio      | Heusden-Zolder |
| 2017 | Lussemburgo | Bieles         |
| 2018 | Paesi Bassi | Valkenburg     |
| 2019 | Danimarca   | Bogense        |
| 2020 | Svizzera    | Dübendorf      |
| 2021 | Belgio      | Ostenda        |
| 2022 | Stati Uniti | Fayetteville   |
| 2023 | Paesi Bassi | Hoogerheide    |
| 2024 | Rep. Ceca   | Tábor          |
| 2025 | Francia     | Liévin         |

## Albo d'oro
- Gara maschile Elite (Open 1950-1966, Professionisti 1967-1993, Elite 1994-oggi)
- Gara maschile Dilettanti (1967-1993)
- Gara maschile Under-23 (1996-oggi)
- Gara maschile Junior (1979-oggi)
- Gara femminile Elite (2000-oggi)
- Gara femminile Under-23 (2016-oggi)
- Gara femminile Junior (2020-oggi)
- Staffetta mista a squadre (2022-oggi)